# Al-Mourada SC Omdurman
L'Al-Mourada SC Omdurman (àrab: نادي الموردة السوداني, Nādī al-Mūrada as-Sūdānī, ‘Club Sudanès d'al-Murada’) és un club de futbol sudanès de la ciutat d'Omdurman, al districte d'Al-Mourada. Al-Mourada deriva de la paraula àrab màwrida (àrab: موردة, mawrida) que significa ‘port’ o ‘lloc d'amarratge.’

## Palmarès
- Lliga sudanesa de futbol[2]
  - 1968
- Copa sudanesa de futbol[3]
  - 1987, 1989, 1995, 1997, 1998, 1999